# Ismail Elm Khah
Ismail Elm Khah, né le 30 décembre 1936 et mort en 1989, est un haltérophile iranien. Il participe aux Jeux olympiques d'été de 1960 en concourant dans la catégorie des moins de 56 kg. Il remporte la médaille de bronze.

## Palmarès

### Jeux olympiques
- Jeux olympiques de 1960 à Rome,  Italie
  -  Médaille de bronze.